# Національна асамблея Кабо-Верде
Національна асамблея Кабо-Верде (порт. Assembleia Nacional de Cabo Verde) — вищий орган законодавчої влади Кабо-Верде (однопалатний парламент).
Повноваження та правила роботи Національної асамблеї, а також права та обов'язки її членів визначає Конституція. Має у своєму складі 72 депутати.

## Історія
За день до проголошення незалежності Кабо-Верде, 4 липня 1975 року, 56 депутатів, обраних 30 червня, зібрались у Праї. На тих зборах був обраний перший президент Національних зборів — Абіліу Дуарте.
Під час першої сесії Національних зборів було ухвалено, зокрема, текст Акту проголошення Республіки Кабо-Верде й Закон про державну політичну організацію.